# 若納唐·伊科內
納尼塔莫·若纳唐·伊科內（法語：Nanitamo Jonathan Ikoné；1998年5月2日—），法國足球運動員，現效力於意甲球會費倫天拿，前法國國家足球隊成員，司職前锋。

## 俱樂部生涯
1998年5月2日出生在法國巴黎邦迪的伊科內，很早就開始了自己的職業生涯，在AS邦迪踢球的時候，他認識了和自己同齡的基利安·姆巴佩。
2010年夏天，伊科內離開邦迪，轉投巴黎聖日耳曼的青訓營，2014年伊科內開始進入巴黎U19青年隊效力，而在2015年他在巴黎青年隊成為主力：那年巴黎U19過關斬將打進青年歐冠決賽，惜敗切爾西拿到亞軍，年輕的伊科內是球隊的主力邊鋒，出場8次打進1球。
2016年夏天，伊科內正式進入巴黎一線隊，天賦異稟的他在季前賽獲得了不少機會，而他也抓住了機會：在對皇家馬德里的友誼賽里，開場僅一分鐘，他就在前場拿球之後的轉身，然後連續突破了多名防守隊員，之後輕巧的晃過馬塞洛將球打進左下角，幫助巴黎取得領先。一時間，伊科內得到了眾多球迷的贊譽，他也得到了「下一個未來之星」的稱號。上半程，伊科內在巴黎得到了4次替補出場的機會，為了讓伊科內得到更多的出場時間，下半程他被租借到了蒙彼利埃，在蒙彼利埃的半年里他也有著不錯的表現，對陣巴斯蒂亞替補出場之後立刻轉身直塞助攻隊友史蒂夫·穆涅破門令人印象深刻，出場14次打進1球助攻1次的數據不算出眾，不過他的作用是很出色的。
2017年夏天，伊科內被巴黎再次租借到蒙彼利埃，不過在蒙彼利埃新帥米歇爾·德·扎卡里安的手下，身披9號球衣的伊科內很難在邊路尋找到位置，因此伊科內在很長一段時間里都只能在大名單內外，很難得到出場機會，替補出場的位置也並不固定，有邊鋒有前腰，甚至還作為中鋒出場過。不過伊科內還是在下半程取得機會，在對陣波爾多的上半程末輪打進一球之後，下半程伊科內逐漸成為球隊的輪換主力，整個賽季，年輕的伊科內獲得了23場比賽的機會，在1308分鐘里貢獻了2球1助攻。
2018年夏天，他選擇離開巴黎聖日耳曼，以500萬歐元加盟法甲球隊里爾。

## 國家隊生涯
2019年9月8日，在2020年歐洲國家盃外圍賽中法國在主場以4-1的比分大勝阿爾巴尼亞。伊科內在下半場替補登場完成首秀，並貢獻了一粒進球。

## 外部連結
- 纳尼塔莫·伊科内 （页面存档备份，存于）于巴黎圣日耳曼官网中的档案